# Guadalupe Victoria, Durango
Guadalupe Victoria är en ort i Mexiko.   Den ligger i kommunen Guadalupe Victoria och delstaten Durango, i den centrala delen av landet, 800 km nordväst om huvudstaden Mexico City. Guadalupe Victoria ligger 2 001 meter över havet och antalet invånare är 14 269.
Terrängen runt Guadalupe Victoria är en högslätt. Runt Guadalupe Victoria är det glesbefolkat, med 12 invånare per kvadratkilometer. Guadalupe Victoria är det största samhället i trakten. Trakten runt Guadalupe Victoria består till största delen av jordbruksmark.